# Comitetul European al Regiunilor
Comitetul European al Regiunilor Arhivat în 9 septembrie 2014, la Wayback Machine. (CoR) este adunarea Uniunii Europene (UE) formată din reprezentanți locali și regionali, care oferă autorităților subnaționale (adică regiunilor, județelor, provinciilor, comunelor și orașelor) posibilitatea să-și facă auzită vocea în cadrul instituțiilor UE.
Înființat în 1994, CoR a fost creat pentru a aborda două aspecte principale. În primul rând, aproximativ trei sferturi din legislația UE este pusă în aplicare la nivel local sau regional și, prin urmare, este logic ca reprezentanții locali și regionali să aibă un cuvânt de spus în elaborarea noii legislații a Uniunii Europene. În al doilea rând, au existat temeri că se adâncește decalajul între public și procesul de integrare europeană; o modalitate de a corecta acest decalaj o constituie implicarea nivelului de guvernare cu reprezentanți aleși, aflat cel mai aproape de cetățean.

## Istorie
În cadrul Uniunii Europene, autoritățile locale și regionale au pledat pentru a avea un cuvânt mai important de spus cu privire la chestiunile europene. Aceasta a avut drept rezultat înființarea, prin Tratatul de la Maastricht, a Comitetului European al Regiunilor, și prevederea posibilității ca statele membre să fie reprezentate în Consiliul UE de către miniștri din guvernele lor regionale.

## Principii
Activitatea Comitetului se bazează pe trei principii importante:
Subsidiaritatea
Acest principiu, înscris în tratate în același timp cu înființarea CoR, afirmă că, în cadrul Uniunii Europene, deciziile trebuie luate la nivelul cel mai apropiat posibil de cetățean. Așadar, Uniunea Europeană nu ar trebui să preia sarcini pentru care sunt mai potrivite administrațiile locale, regionale sau naționale.
Proximitatea
Toate nivelurile de guvernare trebuie să încerce să fie „apropiate” de cetățean, în special organizându-și activitatea într-un mod transparent, astfel încât cetățenii să știe cine sunt responsabilii în diferitele domenii și cum își pot face auzite părerile.
Parteneriatul
O guvernare europeană fiabilă presupune cooperarea autorităților locale, regionale, naționale și europene; toate aceste patru niveluri sunt indispensabile și ar trebui implicate pe parcursul întregului proces legislativ bazat pe guvernanța pe mai multe niveluri.

## Domeniul de competență
Tratatele obligă Comisia Europeană și Consiliul Uniunii Europene să consulte Comitetul Regiunilor de fiecare dată când se fac noi propuneri în domenii care au impact asupra nivelurilor local și regional. În afara acestor domenii, Comisia, Consiliul și Parlamentul European) au opțiunea de a consulta CoR cu privire la anumite chestiuni în cazul în care consideră că o propunere are implicații locale sau regionale importante. CoR poate elabora și avize din proprie inițiativă, ceea ce îi permite să introducă anumite subiecte pe agenda UE.
Odată cu intrarea în vigoare a Tratatului de la Lisabona în urma ratificării sale de către toate statele membre, CoR a dobândit dreptul (statutul privilegiat) de a sesiza Curtea Europeană de Justiție (articolul 8 din Protocolul nr. 2 privind aplicarea principiilor subsidiarității și proporționalității).

## Componență
CoR are 350 de membri titulari și tot atâția membri supleanți, numărul de membri din fiecare stat membru reflectând în mare populația acestuia. Numărul membrilor pe țară este următorul:
| Țară          | Membri | Țară       | Membri | Țară      | Membri |
| ------------- | ------ | ---------- | ------ | --------- | ------ |
| Germania      | 24     | Belgia     | 12     | Irlanda   | 9      |
| Regatul Unit  | 24     | Ungaria    | 12     | Croația   | 9      |
| Franța        | 24     | Portugalia | 12     | Lituania  | 9      |
| Italia        | 24     | Suedia     | 12     | Letonia   | 7      |
| Spania        | 21     | Bulgaria   | 12     | Slovenia  | 7      |
| Polonia       | 21     | Austria    | 12     | Estonia   | 6      |
| România       | 15     | Slovacia   | 9      | Cipru     | 5      |
| Țările de Jos | 12     | Danemarca  | 9      | Luxemburg | 5      |
| Grecia        | 12     | Finlanda   | 9      | Malta     | 5      |
| Cehia         | 12     |            |        |           |        |
| Total         | Total  | Total      | Total  | Total     | 350    |

## Structura internă
Președintele
Ales pentru un mandat de doi ani și jumătate, în cadrul Adunării Plenare, președintele dirijează activitatea Comitetului, conduce sesiunile plenare și este reprezentantul oficial al CoR. Dl Karl-Heinz Lambertz (Belgia – Partidul Socialiștilor Europeni, PSE), senator din partea Comunității germanofone din Belgia, este actualul președinte, ales la 12 iulie 2017. 
Lista președinților Comitetului Regiunilor
| Președintele CoR                                        | Președinție                      | Naționalitate | Grupul politic european         |
| Karl-Heinz Lambertz, Comunitatea germanofonă din Belgia | 2017                             | belgiană      | Partidul Socialiștilor Europeni |
| Markku Markkula, Espoo                                  | 2015-2017                        | finlandeză    | Partidul Popular European       |
| Michel Lebrun, Regiunea Valonă                          | 2014-2015 (președinte interimar) | belgiană      | Partidul Popular European       |
| Ramón Luis Valcárcel, Murcia                            | 2012-2014                        | spaniolă      | Partidul Popular European       |
| Mercedes Bresso, Piemonte                               | 2010-2012                        | italiană      | Partidul Socialiștilor Europeni |
| Luc Van den Brande, Regiunea Flamandă                   | 2008-2010                        | belgiană      | Partidul Popular European       |
| Michel Delebarre, Dunkerque, Nord – Pas de Calais       | 2006-2008                        | franceză      | Partidul Socialiștilor Europeni |
| Peter Straub, Baden-Württemberg                         | 2004-2006                        | germană       | Partidul Popular European       |
| Sir Albert Bore, Birmingham                             | 2002-2004                        | britanică     | Partidul Socialiștilor Europeni |
| Jos Chabert, Regiunea Bruxelles-Capitală                | 2000-2002                        | belgiană      | Partidul Popular European       |
| Manfred Dammeyer, Renania de Nord-Westfalia             | 1998-2000                        | germană       | Partidul Socialiștilor Europeni |
| Pasqual Maragall I Mira, Barcelona, Catalonia           | 1996-1998                        | spaniolă      | Partidul Socialiștilor Europeni |
| Jacques Blanc, Languedoc-Roussillon                     | 1994-1996                        | franceză      | Partidul Popular European       |

Prim-vicepreședintele
Prim-vicepreședintele este ales și el de către Adunarea Plenară pentru o perioadă de doi ani și jumătate și îl înlocuiește pe președinte în absența acestuia. Dl Markku Markkula (Finlanda – Partidul Popular European, PPE), membru al Consiliului local al orașului Espoo, a fost ales prim-vicepreședinte al Comitetului European al Regiunilor la 12 iulie 2017. 
Biroul este organul executiv al CoR. Este format din 63 de membri: președintele, prim-vicepreședintele, 28 de vicepreședinți (unul pentru fiecare stat membru), președinții grupurilor politice din cadrul CoR și alți 28 de membri din partea delegațiilor naționale, oferindu-i CoR posibilitatea de a reflecta echilibrele de la nivel național și politic. În general, Biroul se întrunește de șapte-opt ori pe an, elaborează programul politic al CoR și dă instrucțiuni administrației cu privire la punerea în aplicare a deciziilor sale.
Adunarea Plenară
Membrii CoR se întrunesc în sesiune plenară la Bruxelles de șase ori pe an, pentru a dezbate și adopta avize, rapoarte și rezoluții.
Comisiile CoR
CoR își structurează activitatea cu ajutorul comisiilor interne, care sunt specializate în domenii tematice: 
- CIVEX – cetățenie, guvernanță, afaceri externe și instituționale;
- COTER – politica de coeziune teritorială și bugetul UE;
- ECON - politica economică;
- ENVE – mediul, schimbările climatice și energia;
- NAT – resursele naturale, inclusiv agricultura;
- SEDEC - politica socială, educația, ocuparea forței de muncă, cercetarea și cultura.

Comisiile pregătesc proiecte de aviz și organizează conferințe și seminarii pe teme ce țin de domeniile lor de competență. Fiecare comisie numără aproximativ 100 de membri (fiecare membru poate face parte din două comisii) și este asistată de un secretariat din cadrul administrației. A fost instituită și o Comisie specială pentru afaceri financiare și administrative (CAFA) pentru a asista Biroul CoR.
Grupurile politice
CoR are cinci grupuri politice: Partidul Popular European (PPE), Conservatorii și Reformiștii Europeni (CRE) Partidul Socialiștilor Europeni (PSE), Alianța Liberalilor și Democraților pentru Europa (ALDE) și Alianța Europeană (AE). Membrii fiecărui grup politic se reunesc înainte de ședințele importante, pentru a adopta poziții comune. 
Conferința președinților
Președintele și prim-vicepreședintele CoR, președinții grupurilor politice și secretarul general se reunesc într-o Conferință a președinților înainte de fiecare sesiune plenară și de alte ședințe importante, în vederea obținerii unui consens politic privind chestiunile strategice.
Delegațiile naționale
CoR cuprinde, de asemenea, 28 de delegații naționale Arhivat în 12 octombrie 2014, la Wayback Machine.. Înaintea sesiunilor plenare sau a altor evenimente, membrii se reunesc în cadrul delegațiilor naționale, pentru a discuta pozițiile comune.
Secretarul general
Secretarul general este numit de către Birou pentru un mandat de cinci ani. Ca șef al administrației CoR, secretarul general nu trebuie să dețină niciun mandat politic. El este responsabil cu punerea în aplicare a deciziilor președintelui și ale Biroului și cu buna funcționare a administrației. Jiří Buriánek este în prezent secretarul general al CoR, de la 1 septembrie 2014.
Secretariatul General
Secretariatul General este format din cinci direcții: Membri și sesiuni plenare; Lucrări legislative 1; Lucrări legislative 2; Comunicare; Resurse umane și finanțe. Direcția de Logistică și Direcția de Traduceri sunt gestionate în comun cu Comitetul Economic și Social European.

## Activitate
Avize
Comisia Europeană, Consiliul UE și Parlamentul European consultă CoR atunci când elaborează texte legislative (directive, regulamente etc.) în domenii care afectează autoritățile locale și regionale. Proiectele de texte legislative sunt prezentate comisiei competente din cadrul CoR. Apoi este desemnat un raportor care va elabora avizul Comitetului. Proiectul de aviz trebuie adoptat de către comisia competentă a CoR, înainte de a fi dezbătut în sesiunea plenară. Odată ce a fost aprobat în sesiune plenară, avizul oficial este transmis tuturor instituțiilor europene și este publicat în Jurnalul Oficial al Uniunii Europene.
Avizele prospective și rapoartele de evaluare a impactului
Activitatea CoR nu este concepută numai în scopul de a reacționa la propunerile legislative, ci și pentru a contribui, pe baza experiențelor membrilor săi, la viitoarele evoluții politice din cadrul UE. Avizele prospective îi permit CoR să participe la conceperea politicilor într-un stadiu foarte timpuriu, producând, prin urmare, un impact mai mare. În mod similar, Comisia Europeană îi poate solicita CoR să elaboreze un raport de evaluare a impactului. După cum o sugerează și numele, aceste rapoarte servesc la evaluarea impactului unei politici la nivel local sau regional.
Rezoluții
Rezoluțiile îi permit Comitetului să își exprime opinia cu privire la chestiuni importante și de actualitate. Grupurile politice ale CoR sau 32 de membri ai CoR pot elabora rezoluții.
Studii și alte publicații
CoR redactează studii cu privire la diferite aspecte ale dimensiunii locale și regionale a UE (educație, transport, probleme sociale, extindere etc.). Studiile sunt elaborate cu ajutorul unor experți externi. CoR editează și publicații, atât pentru publicul larg, cât și pentru actorii de la nivel local și regional, fiind menite să îi explice activitățile și să contureze evoluțiile politice actuale.
Evenimente
Ca loc de întrunire pentru regiuni și orașe, CoR organizează conferințe, seminarii și expoziții, în colaborare cu partenerii de la nivel local și regional și cu alte instituții ale UE. O dată pe an, pe durata manifestării „Săptămâna europeană a regiunilor și orașelor” (OPEN DAYS), CoR primește la sediul său mii de participanți, care iau parte la discuții animate ori sunt în căutare de parteneri cu care să colaboreze la proiecte comune.

## Date importante
1992: Tratatul de la Maastricht
Liderii UE decid înființarea Comitetului Regiunilor (CoR), ca adunare consultativă care le va da regiunilor și orașelor posibilitatea de a se face auzite în cadrul procesului decizional din UE și va constitui o legătură directă între instituțiile de la Bruxelles și cetățeni. Conform tratatului, Comisia Europeană și Consiliul UE au obligația de a consulta CoR în domeniile-cheie de interes regional. Membrii CoR urmează a fi numiți de guvernele statelor membre pentru mandate de patru ani. În martie 1994, CoR organizează prima sa sesiune plenară la Bruxelles.
1995: extinderea UE
În urma aderării Austriei, Finlandei și Suediei, numărul de membri ai CoR crește de la 189 la 222.
1997: Tratatul de la Amsterdam
Extinde competențele CoR la aproximativ două treimi din propunerile legislative ale UE. Acest tratat face posibilă, de asemenea, consultarea Comitetului de către Parlamentul European.
2001: Tratatul de la Nisa
Subliniază legitimitatea democratică a CoR, solicitând ca membrii acestuia să fie aleși într-o adunare locală sau regională aleasă sau să fie răspunzători din punct de vedere politic în fața unei astfel de adunări. Limitează totodată numărul de membri la 350.
2002-2003: Convenția privind viitorul UE
Membrii CoR iau parte la convenția însărcinată cu redactarea Constituției UE. Textul Constituției recunoaște în mod explicit rolul și competențele autorităților locale și regionale; de asemenea, acordă CoR dreptul de a iniția acțiuni în fața Curții de Justiție a Comunităților Europene pentru a contesta actele legislative ale UE care nu respectă principiul subsidiarității.
Mai 2004: extinderea UE
În urma aderării a zece noi state membre, numărul membrilor CoR crește de la 222 la 317.
Februarie 2006: un nou mandat 
CoR începe un nou mandat de patru ani. Prioritățile sale politice includ sprijinirea rolului autorităților locale și regionale în conformitate cu Strategia de la Lisabona pentru creștere economică și ocuparea forței de muncă, consolidarea coeziunii și solidarității și impulsionarea campaniei „Comunicarea despre Europa - Acțiunea la nivel local” pentru a aduce UE mai aproape de cetățenii săi.
Ianuarie 2007: extinderea UE
Odată cu aderarea României și a Bulgariei, numărul membrilor CoR crește de la 317 la 344.
Decembrie 2009: Tratatul de la Lisabona
Confirmă dreptul CoR de a sesiza Curtea de Justiție a Uniunii Europene pentru a-și apăra prerogativele și principiul subsidiarității - un drept deja recunoscut de Convenția privind viitorul UE. Această nouă competență va consolida rolul politic al CoR, oferindu-i acestuia posibilitatea de a acționa mai eficient pe scena UE, în beneficiul autorităților locale și regionale. De asemenea, Tratatul de la Lisabona extinde mandatul membrilor CoR de la patru la cinci ani.
Acesta lărgește totodată domeniul competențelor CoR – de exemplu, prin adăugarea protecției civile și a schimbărilor climatice la lista domeniilor politice în privința cărora trebuie consultat CoR. Consultarea este obligatorie pentru toate actele legislative din următoarele domenii: coeziunea economică, socială și teritorială, rețelele transeuropene, transporturi, telecomunicații și energie, sănătatea publică, educație și tineret, cultură, ocuparea forței de muncă, politica socială, mediul, formarea profesională și schimbările climatice.
Iulie 2013: extinderea UE În urma aderării Croației, numărul membrilor CoR a crescut de la 344 la 353 (scăzând apoi la 350).

## Autoritățile locale și regionale în Europa
1. În UE există peste 90 000 de autorități locale și regionale, dintre care 75 sunt adunări regionale care dispun de competențe legislative.
2. Autoritățile locale și regionale pun în aplicare 70% din întreaga legislație adoptată de UE.
3. Acestea reprezintă:

- 16% din PIB-ul UE-27;
- 56% din locurile de muncă din sectorul public;
- 1/3 din cheltuielile publice;
- 2/3 din totalitatea cheltuielilor pentru investiții publice.